# Kanton Langeais
Kanton Langeais (francouzsky Canton de Langeais) je francouzský kanton v departementu Indre-et-Loire v regionu Centre-Val de Loire. Tvoří ho devět obcí.

## Obce kantonu
- Avrillé-les-Ponceaux
- Cinq-Mars-la-Pile
- Cléré-les-Pins
- Les Essards
- Ingrandes-de-Touraine
- Langeais
- Mazières-de-Touraine
- Saint-Michel-sur-Loire
- Saint-Patrice